# Ludwika Orleańska (1882–1958)
Ludwika Franciszka Maria Laura Burbon-Orleańska, hiszp. Luisa Francesca María Laura de Borbón-Orleans y Borbón-Orleans, fr. Luise Françoise Marie Laura d’Orléans (ur. 4 lutego 1882 w Cannes, zm. 18 kwietnia 1958 w Sewilli) – księżniczka Królestwa Obojga Sycylii, babka króla Hiszpanii Jana Karola I.
Urodziła się 4 lutego 1882, w Cannes we Francji jako czwarta (najmłodsza) córka i siódme dziecko Filipa Orleańskiego i Marii Izabelli Orleańskiej (córki Antoniego Orleańskiego i Ludwiki Ferdynandy Burbon).
16 listopada 1907, w Wood Norton w Anglii, wyszła za mąż za Karola Tankreda Burbona, księcia Sycylii i infanta Hiszpanii. Jej mąż był wdowcem po Mercedes, księżnej Asturii – następczyni tronu Hiszpanii. Para zamieszkała w Madrycie i tam urodziło się ich czworo dzieci:
- Don Carlos (1908–1936), który zginął podczas hiszpańskiej wojny domowej walcząc po stronie nacjonalistów,
- Doña Maria de los Dolores (1909–1996), od 1937 żona księcia Augustyna Józefa Czartoryskiego (1907–1946) – matka księcia Adama Karola,
- Doña Maria de las Mercedes (1910–2000), od 1935 żona Jana Burbona, hrabiego Barcelony – matka późniejszego króla Hiszpanii Jana Karola I,
- Doña Maria de la Esperanza (1914–2005), od 1944 żona Piotra Gastona Orleańskiego-Bragança, pretendenta do tronu Brazylii.

Kiedy w 1931 r. proklamowano Republikę Hiszpańską, rodzina wyjechała do Włoch, a następnie do Szwajcarii. Po zwycięstwie gen. Franca w hiszpańskiej wojnie domowej powrócili do Hiszpanii i zamieszkali w Sewilli. Tamże księżna zmarła 18 kwietnia 1958 r.